# Bulbophyllum sarcorhachis
Bulbophyllum sarcorhachis là một loài phong lan thuộc chi Bulbophyllum.